# ホルムズ
ホルムズ（Hormuz、オルムズ）はペルシャ湾で10世紀から17世紀に存在したホルムズ王国の港湾都市。オマーン湾からホルムズ海峡を望むとララク島、ホルムズ島、ケシム島がある。

## 歴史
ゾロアスター教の神アフラ・マズダーが町の名前の語源であり、「アフラ・マズダー」が転訛して「オルムズ（Ormozd）」「ホルムズ（Hormuz）」と呼ばれるようになったと考えられている。
ペルシャ湾とインドや東アフリカを結ぶ交易の拠点で、マルコ・ポーロは『東方見聞録』（13世紀）でコルモスと称し、「香料、宝石、真珠、絹、織物、象牙などを取引するインド商人が集まっている」と述べている。また、漢文史料にも漢人海商の楊枢がホルムズ（忽魯模思）に至ったとの記録がある。
ペルシャ湾からバグダード、さらにコンスタンティノープルや中央アジアへ品物を運んだのはジェノヴァ商人だが、14世紀以降オスマン帝国が勢力拡大し、やがてビザンツ帝国を滅ぼすとこのルートは廃れた。
1498年、ヴァスコ・ダ・ガマがインド洋航路を開拓、1515年、ポルトガル船隊がホルムズを攻撃し支配下に置いた。
17世紀にイギリス東インド会社はペルシャの絹を手に入れるためサファヴィー朝のシャー・アッバース1世から貿易許可を得たが、ホルムズのポルトガル要塞攻撃を支援することが条件だった。1622年、ホルムズが降伏するとアッバース1世は港湾機能を対岸のペルシャ本土に移し町の名をバンダレ・アッバースとした。バンダレとはペルシャ語の港である。この後、オランダとフランスも東インド会社商館を置くようになった。

## ホルムズを訪れた歴史上の人物

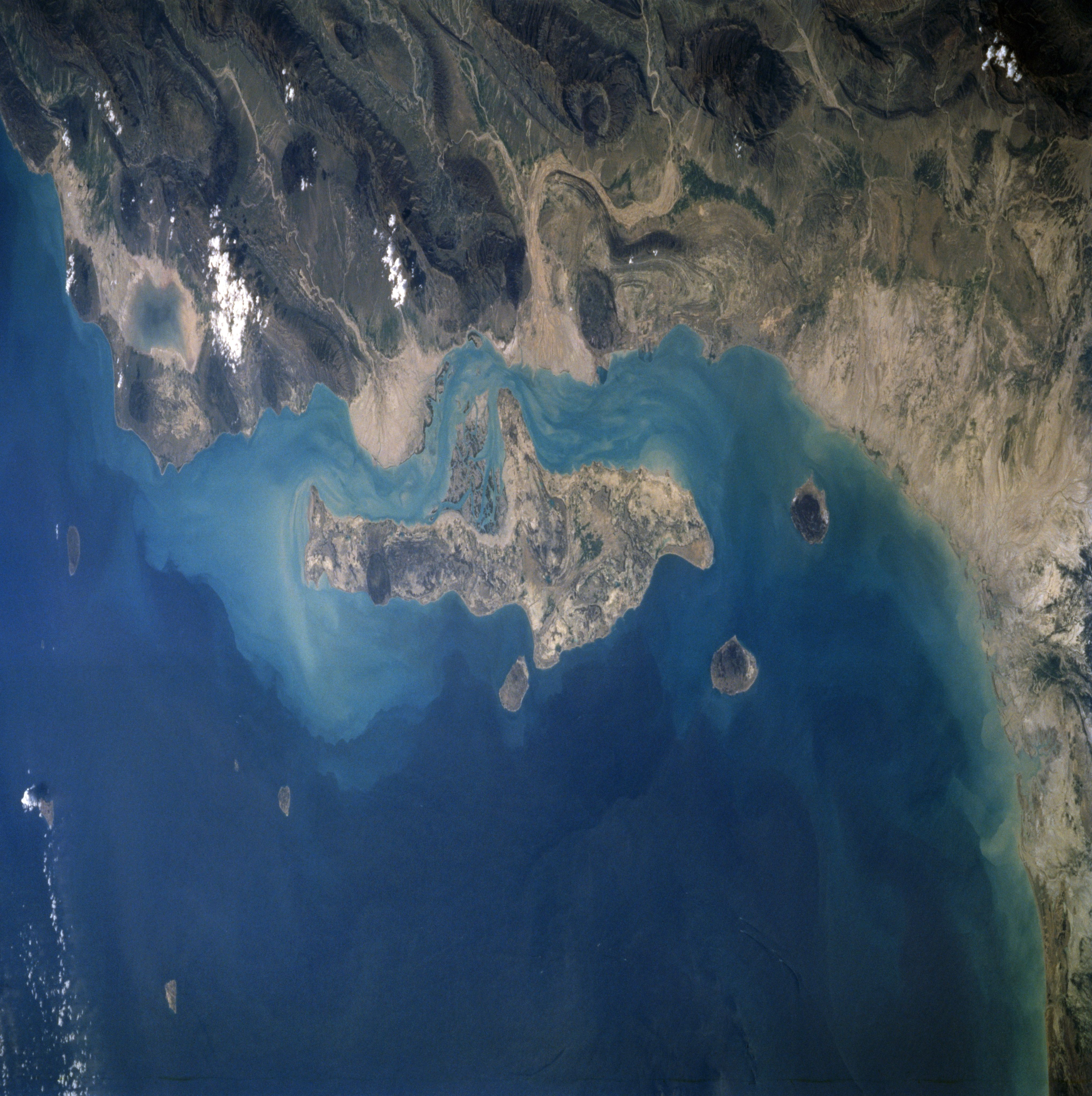
右がホルムズ海峡、左がイラン本土、手前にケシム島、向こうにホルムズ島（左）とララク島（右）

- アレキサンダー大王の臣下ネアルコス（紀元前325年。この地はハルモゼイア（英語版）（Harmozeia）と呼ばれた。大王が死去する2年前のこと）。
- マルコ・ポーロ（13世紀後半に東方見聞録でポーロは往路ケルマーン王国を旅し、ホルムズで船の調達を諦め、帰路インドからの船旅でホルムズに上陸しコカチン姫を送り届けた。当時チンギス・ハーンの孫フレグ（イル・ハン）の孫アルグン・ハーンが治めるイルハン朝が支配していた）
- イブン・バットゥータ（14世紀モロッコの大旅行家で2度訪れた。イルハン朝が支配していた）
- 鄭和（明の永楽帝による大遠征で1415年頃、1422年頃、1431年頃の3度訪れた。ティムール朝が支配していた）

## 関連文献
- 四日市康博編『モノから見た海域アジア史:モンゴル~宋元時代のアジアと日本の交流』九州大学出版会、2022年
- イブン・バットゥータ 『大旅行記』全8巻 家島彦一訳、平凡社〈平凡社東洋文庫〉、1996 - 2002年。